# Paterson Wilberforce
Paterson Wilberforce is een voormalige Amerikaanse voetbalclub uit Paterson, New Jersey. De club werd opgericht in 1909 en opgeheven in 1914. De club speelde vijf seizoenen in de National Association Football League. Hierin werden tweemaal de tweede plek behaald.

## Erelijst
- National Association Football League
  - Runner up (2): 1911, 1912